# Walter Schultz (Gauleiter)
Walter Schultz (* 27. November 1874 in Lautenberg/Westpreußen; † 8. August 1953 in Kassel) war ein Gauleiter der NSDAP.
Schultz wurde als Sohn eines Bauern geboren. Nach dem Lehramtsstudium der Naturwissenschaften an der Universität Marburg schloss er mit dem Staatsexamen 1902 sowie der Promotion in Mineralogie ab. Der Hauptmann a. D. war Gymnasialprofessor in Kassel. 1925 trat er in die NSDAP ein. 1926 wurde er zum Gauleiter im Gau Hessen-Nassau-Nord und kurzfristig auch wohl von Hessen-Nassau-Süd ernannt.
Möglicherweise war er auch schon vor 1926 Gauleiter von Hessen-Nassau-Nord, und ab 22. September 1926 von Hessen-Nassau-Nord und Hessen-Nassau-Süd, letzteres nur vorübergehend, als Anton Haselmayer offiziell aus gesundheitlichen Gründen zurücktrat. Zum 1. März 1927 erfolgte die offizielle Ernennung. Aber schon 1928 trat er als Gauleiter wegen Arbeitsüberlastung zurück.
1929 wurde er Oberstudienrat. 1933 wurde Schultz Erster Kreisdeputierter im Landkreis Kassel und 1934 Landrat des Landkreises Kassel-Land. Er war dann von Mai 1937 bis 1945 Landrat des damaligen Kreises Eschwege.